# Derya Karadaş

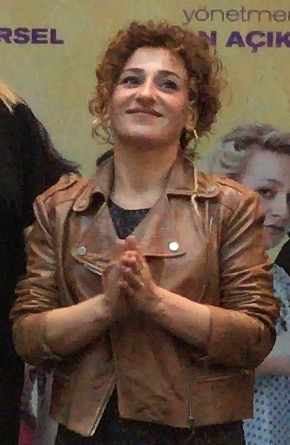
Derya Karadaş, 2017

Derya Karadaş (* 4. Mai 1981 in Istanbul) ist eine türkische Schauspielerin kurdischer Abstammung.

## Leben und Karriere
Karadaş wurde am 4. Mai 1981 in Istanbul geboren. Ihre Familie zog aus Bingöl 1980 nach Istanbul. Sie studierte an der  Müjdat Gezen Sanat Merkezi. Ihr Debüt gab sie 2007 in der Fernsehserie Gemilerde Talim Var. Bekanntheit erlangte sie in der Serie Yalan Dünya. Außerdem war Karadaş 2015 in dem Film Şeytan Tüyü zu sehen. 2016 heiratete sie Haki Biçici, der ebenfalls Schauspieler ist. Anschließend wurde sie für die Serie Bir Başkadır – Acht Menschen in Istanbul gecastet.

## Filmografie (Auswahl)
Filme
- 2007: Çılgın Dersane
- 2008: Fırtına
- 2015: Geniş Aile: Yapıştır
- 2017: Cici Babam
- 2017: Aile Arasında
- 2022: Yılbaşı Gecesi

Serien
- 2007: Gemilerde Talim Var
- 2007: Kurtlar Vadisi Terör
- 2009: Bana Bunlarla Gel
- 2010: Şen Yuva
- 2012–2014: Yalan Dünya
- 2018–2020: Jet Sosyete
- 2020: Bir Başkadır – Acht Menschen in Istanbul
- 2022: Andropoz

Sendungen
- 2015: Komedi Türkiye
- 2015–2017: Güldür Güldür Show